# Banks Island
Banks Island er en ø beliggende i Beauforthavet og er en del af Northwest Territories, Canada. Det er den vestligste af de store øer i det canadiske arktiske øhav. Øens areal er 70.028 km² og i 2011 var befolkningen på 112 indbyggere, alle bosatte i Sachs Harbour på sydkysten. Den er den 24. største ø i verden og Canadas femtestørste ø. Den er omkring 380 km lang, og 290 km på det bredeste sted på den nordlige del. Det højeste punkt er Durham Heights på den sydlige del af øen, og er 730 moh.. Bortset fra højderygge i nord og syd består øen af lavlande med åse og græsbevokset tundra. På Banks Island findes der en stor bestand af moskusokse. Sachs Harbour er base for fangstfolk og for olieefterforskning. Nationalparken Aulavik på cirka 12.000 km² blev etableret i 1992.
Øen er opkaldtes i 1819 efter den britiske naturforsker Joseph Banks efter en opdagelse af William Edward Parry.